# Filosofies de la sospita
Filosofies de la sospita és el nom genèric que reben les aportacions (per ordre cronològic) de Karl Marx, Friedrich Nietzsche i Sigmund Freud i les seves derivacions. Reben aquest nom per posar en qüestió (en sospita) els fonaments de la filosofia occidental, especialment el paper de la raó. Per a Marx la raó no fa avançar la història, com es creia a la Il·lustració, sinó que aquesta canvia per la lluita de classes. Per a Nietzsche la raó oculta part de la vida, tot el vessant instintiu, que és el més autèntic. Per a Freud la raó és només una part de la ment, i petita en comparació amb l'inconscient.
Tots tres proposen un alliberament de l'home de les idees tradicionals que li impedeixen ser feliç: un alliberament social, vital i psicològic respectivament. També tenen en comú el paper secundari o inexistent que atorguen a Déu, que veuen com una invenció perjudicial. Igualment, proposen una filosofia dinàmica, on el llenguatge s'ha de reinventar perquè sigui útil i on l'important és el present i el futur, no la tradició.
Van influir poderosament en l'Escola de Frankfurt i en tota la filosofia del segle XX com a conjunt. El nom de la tríada prové del filòsof Paul Ricoeur i es va popularitzar ràpidament a la historiografia filosòfica.